# Nyctonympha annulata
Nyctonympha annulata är en skalbaggsart som beskrevs av Aurivillius 1900. Nyctonympha annulata ingår i släktet Nyctonympha och familjen långhorningar.
Artens utbredningsområde är:
- Panama.
- Venezuela.

Inga underarter finns listade i Catalogue of Life.